# Centroscymnus
Centroscymnus – rodzaj ryb chrzęstnoszkieletowych z rodziny Somniosidae.

## Rozmieszczenie geograficzne
Do rodzaju należą gatunki występujące w wodach całego świata.

## Morfologia
Długość ciała 95–110 cm (maksymalnie 148 cm).

## Systematyka
Rodzaj zdefiniowała w 1864 roku para portugalskich zoologów José Vicente Barbosa du Bocage i Félix António de Brito Capello w artykule poświęconym nowym gatunkom koleni z wód u wybrzeży Portugalii opublikowanym w czasopiśmie Proceedings of the Zoological Society of London. Gatunkiem typowym jest (oznaczenie monotypowe) C. coelolepis.

### Etymologia
Centroscymnus: gr. κεντρον kentron ‘ostry koniec, kolec’; σκυμνος skumnos ‘antyczna nazwa jakiegoś rekina’.

### Podział systematyczny
Do rodzaju należą następujące gatunki: 
- Centroscymnus coelolepis Barbosa du Bocage & de Brito Capello, 1864
- Centroscymnus owstonii Garman, 1906